# دونالد كرام
دونالد كرام (بالإنجليزية: Donald J. Cram)‏ هو كيميائي أمريكي ولد في 22 أفريل 1919 وتوفي 17 جوان 2001.
درس في كلية رولنز في فلوريدا ومن ثم في جامعة نبراسكا- لينكولن. حصل سنة 1947 على درجة الدكتوراة من جامعة هارفرد وانضم إلى جامعة كاليفورنيا، لوس أنجلوس وأصبح فيها بروفسورا أساسيا في سنة 1956.

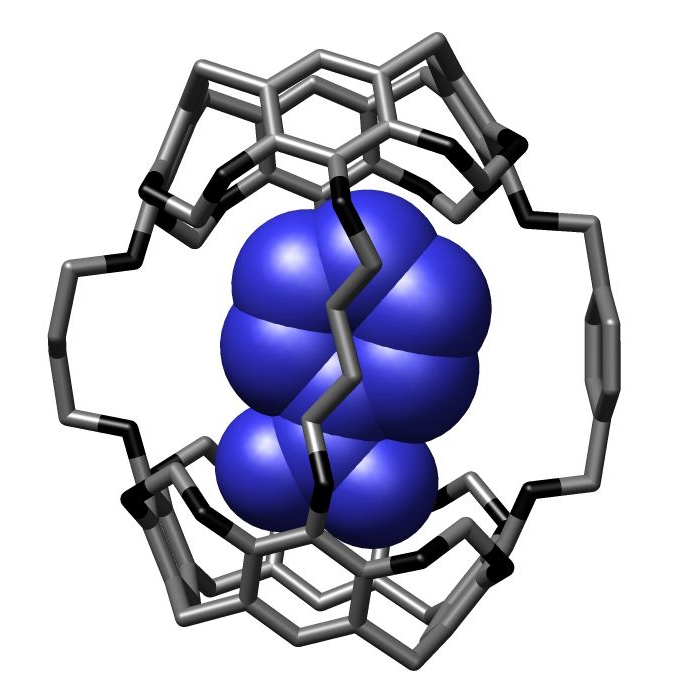
التركيب البلوري للنيتروبنزين المرتبط داخل هيميكارسراند الذي أكتشفه كرام وزملاؤه

حصل على جائزة نوبل في الكيمياء لسنة 1987.

## روابط خارجية
- دونالد كرام على موقع الموسوعة البريطانية (الإنجليزية)
- دونالد كرام على موقع مونزينجر (الألمانية)
- دونالد كرام على موقع إن إن دي بي (الإنجليزية)
- دونالد كرام على موقع EncyclopediaOfSurfing.com (الإنجليزية)